# 谷达坡乡
谷达坡乡，是中华人民共和国湖南省怀化市麻阳苗族自治县下辖的一个乡镇级行政单位。

## 行政区划
谷达坡乡下辖以下地区：
谷达坡村、云盘村、白羊村、竿子溪村、火马坪村、土潭村、达泥田村、双岔口村和兴隆湾村。